# Левтеропуло Василь Єгорович
Василь Єгорович Левтеропуло  –  професор Рішельєвського ліцею, статський радник

## Біографія
В. Є Левтеропуло – вихванець педагогічного інституту, випускник Рішельєвського ліцею 1832 року з правом на чин Х класу.
Продовжив освіту в  університеті Св. Володимира в Києві, здобувши ступінь магістра.
У 1836 – 1856 роках служив в Рішельєвському ліцеї, обіймав посади ад’юнкта, професора. Викладав математику, фізику, з 1838 року  очолював кафедру фізики та географії.
В травні 1849 року був призначений  членом Ліцейського будівельного комітету, а у лютому 1853 року  став радником правління.
У 1841, 1847 роках читав публічні лекції з фізики в Одесі.
Вийшов у відставку в чині статського радника.

## Праці
- Курс чистой математики. – Ч. 1: Арифметика / В. Левтеропуло. – Одесса:  Городская тип., 1839.

- Курс чистой математики. – Ч. 2 / В. Левтеропуло. – Одесса: Городская тип., 1843.